# S tobom i bez tebe
S tobom i bez tebe deseti je album Željka Bebeka iz 1999. Album sadrži 10 pjesama od kojih su najveći hitovi "Kučka nevjerna" i "Hej, čovječe".
Album je izdao Croatia Records.

## Pozadina
Godine 1998. snima duet sa Severinom pod nazivom "Rastajem se od života". Duet se pojavio na albumu Djevojka sa sela.

## Album
Ovo je prvi album na kojem je Bebek nakon 7 godina surađivao s Nikšom Bratošem i Zrinkom Tutićem. Jedan dio tekstova napisala je Alka Vuica.
Bebek je prvi put bio producent albuma, a na albumu se našao i instrumental pjesme "Laku noć svirači". Naslovnica albuma sadrži sliku Agamemnonove maske.
Popraćen je spotovima za pjesme “Kučka nevjerna” i "Zaboravi".

## Obrada
Kučka nevjerna - Seaside woman (Linda McCartney)